# Маунд Бају (Мисисипи)
Маунд Бају (енгл. Mound Bayou) град је у америчкој савезној држави Мисисипи.

## Демографија
По попису из 2010. године број становника је 1.533, што је 569 (-27,1%) становника мање него 2000. године.
| Група             | 2000.         | 2010.         |
| Белци             | 17 (0,8%)     | 14 (0,9%)     |
| Афроамериканци    | 2.069 (98,4%) | 1.511 (98,6%) |
| Азијати           | 5 (0,2%)      | 1 (0,1%)      |
| Хиспаноамериканци | 8 (0,4%)      | 14 (0,9%)     |
| Укупно            | 2.102         | 1.533         |